# Радіоактивні матеріали

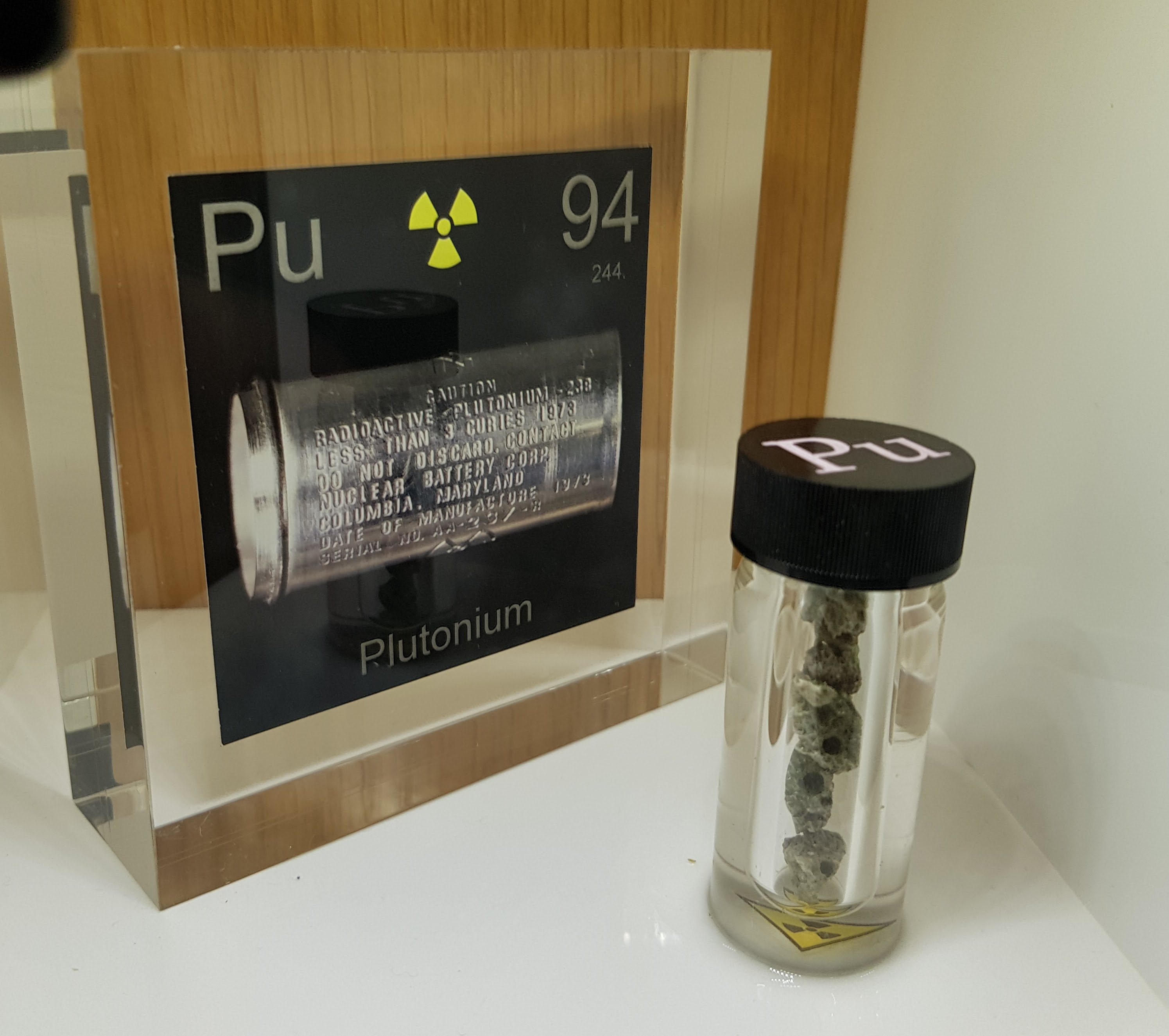
Плутоній. Атомний номер 94

Радіоактивні матеріали (англ. radioactive materials, нім. radioaktive Stoffe m pl) — це будь-які матеріали, що містять радіонукліди і для яких питома активність та сумарна активність вантажу (проби) перевищують межі, встановлені нормами, правилами та стандартами з ядерної та радіаційної безпеки.
Радіоактивні речовини — загальний термін для матеріалів з радіоактивністю. Переважно це стосується ядерних паливних матеріалів, як от уран, плутоній і торій, радіоактивних елементів або ізотопів, а також активованих речовин, котрі утворюються шляхом поглинання нейтронів або які викликають ядерну реакцію.

## Визначення
Матеріали, отримані шляхом поділу ядерних паливних матеріалів в ядерних реакторах, є продуктами поділу, а матеріали, отримані шляхом поглинання нейтронів сталевими оболонками та водою ядерних реакторів чи обладнання, є «матеріалами, забрудненими ядерними паливними матеріалами», збагаченням, тощо. Сировина, яка стає ядерним паливним матеріалом шляхом виплавки, називається ядерною сировиною.
- Радіоактивна речовина, яка виробляє випромінювання, що використовується в променевій терапії, називається радіоактивним джерелом.

- Відходи, котрі містять радіоактивні речовини, що утворюються на ядерних установках та зберігаються на об'єктах радіаційної утилізації, називаються радіоактивними відходами.[1]

### Вимірювання радіоактивних матеріалів
Радіоактивна речовина — речовина, яка містить радіоактивний ізотоп у широкому сенсі, і хімічно є окремою речовиною чи сумішшю. Водночас, навіть якщо це хімічно одна речовина, вона може бути сумішшю речовин, різних на ізотопному рівні, наприклад з відмінним ізотопним співвідношенням, але у цьому разі кажуть, що вона є радіо-хімічно нечистою.
Радіоактивні речовини часто надзвичайно малі з точки зору маси, кількості атомів і числа молів, навіть якщо вони досить потужні за радіоактивністю. Водночас, для хімічного виділення радіоактивних речовин використовуються хімічні способи, як от екстракція розчинником та йонний обмін, на які нелегко впливають інші речовини, котрі існують одночасно. До того-ж, оскільки хімічні методи не працюють для поділу на рівні ізотопів, використовуються фізичні способи, наприклад центрифугування з використанням різниці мас.

### Період напіврозпаду
Радіоактивний матеріал з часом розпадається і зрештою, стає сталим нерадіоактивним ізотопом. Значення, яке називається періодом напіврозпаду, використовується як індекс для позначення періоду. Періоди напіврозпаду залежать від нукліда, коливаючись від менше ніж 1 мікросекунди до 1900 тисяч років, для бісмуту-209. Навіть той самий елемент дуже змінюється залежно від масового числа. Елементи з довшим періодом напіврозпаду, випромінюють потроху, тож концентрація радіоактивності низька, і, навпаки, елементи з коротким періодом напіврозпаду випромінюють за короткий проміжок часу, отже концентрація радіоактивності висока.

### Природний радіоактивний матеріал
Див. також Природні радіоактивні матеріали
Радіоактивні матеріали, це не єдині речовини що з ними поводяться під час виробництва ядерного палива та ядерної зброї, а також для синтезу штучних елементів з використанням прискорювачів.
Космічні промені (нейтрони), котрі прямують від Сонця і зірок, поглинаються атомами та штучними предметами, що містяться в атмосфері, й активуються. Наприклад, вуглець-14 природним чином виробляється атомами азоту в повітрі, або сталевими каркасами які поглинають нейтронні промені з космосу. Крім того, уран-235 випромінює радіацію котра виробляється за допомогою дочірніх нуклідів, як от радон.
У природі існує велика різноманітність радіоактивних речовин, декотрі з яких поглинаються живими істотами. Від радіоактивних речовин, що містяться в ґрунті, постійно опромінюються живі організми які там мешкають.

### Керування радіоактивними матеріалами
Зони, які можуть піддаватися впливу штучно створених радіоактивних матеріалів, позначаються як радіаційно контрольовані зони та суворо доглядаються. Зони радіаційного керування охоплюють «контрольовані зони, де існує ризик зараження» та «спостережувані зони, де немає ризику радіоактивного зараження». Перші — це зони, де можуть прилипати речовини, активовані нейтронами, а другі — котрі піддаються впливу гамма-променів.

### Використання радіоактивних матеріалів
Радіоактивні матеріали широко застосовуються в промисловості, сільському господарстві, медицині та інших галузях (опромінення). Датування можна провести за співвідношенням вмісту радіоактивних речовин, що містяться в природному середовищі. Як індикатори, вимірюються вуглець-14 і калій-40, які є незамінними елементами живих організмів.

### Небезпека радіоактивних матеріалів
Основна стаття: Ядерний вибух
Не варто боятися, що радіоактивний матеріал викличе миттєвий ядерний вибух за образом і подобою атомної бомби, оскільки ядерний вибух викликати непросто. Коли швидкість, з якою ядерний паливний матеріал поглинає нейтрони, значно вища за стрімкість поділу, виникає явище котре називається критичністю.